# Monestir de Santa Eugènia
El monestir de Santa Eugènia (en francès monastère de Sainte-Eugénie) és un establiment religiós del Llenguadoc situat als ravals de la ciutat de Narbona. No se sap quan fou dfundat, sent esmentat al catàleg elaborat a la Dieta d'Aquisgrà (817). Al segle xii fou unit a l'abadia de Fontfreda de l'orde del Cister (francès Citeaux), a la mateixa diòcesi de Narbona.